# Zeche Orion
Die Zeche Orion war ein Steinkohlenbergwerk im Wittener Ortsteil Vormholz. Das Bergwerk war eine Kleinzeche, es befand sich in der Straße Waldegge. Besitzer dieser Kleinzeche war die Firma Putz & Bruckner.

## Bergwerksgeschichte
Am 16. Januar des Jahres 1956 wurde das Bergwerk in Betrieb genommen. Im selben Jahr wurden von 23 Bergleuten 4458 Tonnen Steinkohle gefördert. Am 15. Februar des Jahres 1957 wurde der Betrieb des Bergwerks eingestellt. Am 1. August des Jahres 1958 kam es auf dem Bergwerk zu einem Besitzerwechsel, neuer Besitzer wurde Karl Heinz Neef. Am selben Tag wurde das Bergwerk wieder in Betrieb genommen und am 31. Dezember desselben Jahres wurde das Bergwerk erneut außer Betrieb genommen. Am 15. Juli des Jahres 1959 wurde das Bergwerk wieder in Betrieb genommen. In diesem Jahr wurden mit drei Bergleuten 553 Tonnen Steinkohle gefördert. Am 1. Januar des Jahres 1960 wurde der Betrieb des Bergwerks gestundet. Am 1. Februar desselben Jahres kam es auf dem Bergwerk erneut zu einem Besitzerwechsel, neuer Besitzer wurde H. Rautenberg. Am 15. Mai desselben Jahres wurde die Zeche Orion endgültig stillgelegt und am 7. Juli wurde der Betrieb knappschaftlich abgemeldet. 